# Clevelândia
Clevelândia ist ein brasilianisches Munizip im Süden des Bundesstaats Paraná. Es hat 15.070 Einwohner (2022), die sich Clevelandenser nennen. Seine Fläche beträgt 704 km². Es liegt 958 Meter über dem Meeresspiegel.

## Etymologie
Der Ort wurde zunächst Bela Vista de Palmas genannt. Im Jahr 1909 erhielt er den heutigen Namen zu Ehren des US-Präsidenten Grover Cleveland. Dieser hatte 1895 den Gebietsstreit zwischen Brasilien und Argentinien durch seinen Schiedsspruch geschlichtet.

## Geschichte

### Erkundungen des Gebiets
Seit dem 17. Jahrhundert war die Existenz ausgedehnter Felder südlich des Iguaçu bekannt, die von Guarapuava durch ein Hinterland von einigen Meilen Breite an den Ufern des Flusses getrennt waren. Die ersten Durchbrüche durch die Felder von Bituruna, die heutigen Campos de Palmas, gelangen Bandeiras Paulistas, die das Gebiet am Goyo-En (Rio Uruguay) zu erreichen und die dortigen Jesuitenmissionen anzugreifen versuchten. Als 1759 der Grenzverlauf zu Argentinien festgelegt wurde, waren die Anzeichen der portugiesischen Herrschaft im Raum Palmas offensichtlich. Es wurden mehrere Expeditionen organisiert, um das Gebiet zu erkunden und eine Route zu finden, die die Felder von Guarapuava mit dem Norden von Rio Grande do Sul verbinden würde.
Im Jahr 1839 drangen die Bandeiras von Joaquim Ferreira dos Santos und Pedro de Siqueira Cortês aus Guarapuava auf der Suche nach einer Route für den Durchzug von Tropeiros (Handelskarawanen) in das Hinterland vor und erreichten die Felder von Palmas, wo sie mit der Gründung von Fazendas begannen. Die Verteilung der  eroberten Ländereien führte zu Streit zwischen den beiden Gruppen, so dass ein Schiedsrichter die Gebiete der beiden Gruppen abgrenzen musste. Am 28. Mai 1840 trafen zwei Schiedsrichter aus Curitiba am Ort des Streits ein, Dr. João da Silva Carrão und José Joaquim Pinto Bandeira. Die umstrittenen Ländereien wurden schließlich durch den Ribeiro Caldeiras geteilt: die von Pedro Siqueira Cortês im Westen (Alagoas) und die von Joaquim Ferreira dos Santos im Osten (Arranchamento velho).

### Besiedlung
Clevelândia wurde zunächst von Ureinwohnern bewohnt. Die portugiesische Besiedlung der Campos de Palmas de Baixo (Nieder-Palmas), wo sich heute das Munizip Clevelândia befindet, geht auf die Zeit des Paraguay-Krieges (1864 bis 1870) zurück, als eine Truppe der Nationalgarde zur Grenzsicherung eingesetzt wurde. Im Laufe des Krieges wurden die provisorischen Unterkünfte der Soldaten in dauerhafte Wohnhäuser umgewandelt, die zunahmen und innerhalb weniger Jahre zum Dorf wurden.

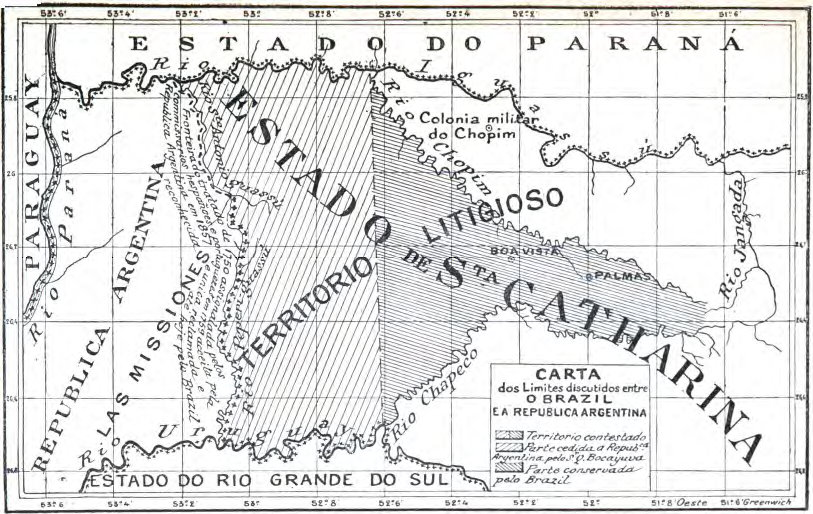
Bis 1895 umstrittenes Gebiet von Palmas: Das Ergebnis des Vertrags von Montevideo (1890), das der Außenminister der provisorischen Regierung Brasiliens, Quintino Bocaiuva verhandelt hatte: eine gerade Linie zwischen den Mündungen der Flüsse Chopim und Chapecó. Der westliche Bereich sollte zu Argentinien, der östliche zu Brasilien gehören. Mit dem Schiedsspruch vom 5. Februar 1895 von US-Präsident Grover Cleveland wurde die Grenze weiter westlich, am Rio Peperi-Guaçu und Rio Santo Antônio fixiert.

Die ersten Siedler waren Nachkommen portugiesischer Einwanderer und von Ureinwohnern. Zwei Faktoren behinderten die Bemühungen der ursprünglichen Bewohner erheblich. Auf der einen Seite der Anspruch der Argentinier, die Grenzen ihres Territoriums zu erweitern, auf der anderen Seite die ständige Feindseligkeit der Eingeborenen. Im Jahr 1895 wurde die Gebietsfrage zwischen Misiones (Argentinien) und Paraná (Brasilien) dank der Vermittlung des damaligen Präsidenten der Vereinigten Staaten von Amerika, Grover Cleveland, gelöst. Das riesige Gebiet der Campos de Palmas wurde als brasilianisches Territorium bestätigt.
Das Munizip Clevelândia erstreckte sich bei seiner Gründung 1892 von der Grenze zu Palmas bis nach Capanema an der Grenze zu Argentinien.
Über die heutige Avenida Nossa Senhora da Luz, die anfangs die einzige Straße war, zogen die Pioniere und Siedler des Südwestens von Paraná, die ab den 1940er Jahren aus den Bundesstaaten Santa Catarina und vor allem aus Rio Grande do Sul kamen. Derzeit ist die Bevölkerung überwiegend italienisch-stämmig, gefolgt von Mischlingen, Deutschen, Portugiesen, Türken, Polen und Spaniern. Die ersten namentlich bekannten Siedler waren Hermógenes Carneiro Lobo, Manoel Ferreira Bello und José de Lima Pacheco.

### Staatliche Zugehörigkeit
Das Gebiet von Clevelândia war bis Ende des 19. Jahrhunderts zwischen Brasilien und Argentinien umstritten. Die Questão de Palmas wurde 1895 endgültig zu Gunsten von Brasilien geklärt. Die Einigung erfolgte durch einen Schiedsspruch des US-Präsidenten Grover Cleveland.
Zwischen September 1943 und September 1946 gehörte Palmas zum Território Federal do Iguaçu, das aus Paraná und Santa Catarina ausgegliedert und der Bundesregierung direkt unterstellt war.

### Erhebung zum Munizip
Clevelândia wurde durch das Gesetz Nr. 28 vom 28. Juni 1892 aus Palmas ausgegliedert, in den Rang einer Vila erhoben und am selben Tag installiert.

## Geografie

### Fläche und Lage
Clevelândia liegt auf dem Terceiro Planalto Paranaense (der Dritten oder Guarapuava-Hochebene von Paraná). Seine Fläche beträgt 704 km². Es liegt auf einer Höhe von 958 Metern.

### Vegetation
Das Biom von Clevelândia ist Mata Atlântica.
Die Vegetation besteht aus einheimischer, niedriger kriechender Vegetation (einheimisches Weideland), einigen Gebieten mit Weiden, die mit verschiedenen Gräsern bewachsen sind, unterbrochen von Wäldern. Die Araukarie ist weit verbreitet. Es gibt Wälder mit üppiger Vegetation, in denen folgende Arten vorherrschen: Imbuia, Zeder, Wildpfirsich, Zimt, Erveira, Guajuvira, Angico, Cabreúva, Araukarie und andere. Wiederaufforstungen erfolgen mit einheimischen (Kiefer, Mate-Sträuchern, Mimosa scabrella) und exotischen (Eukalyptus) Bäumen.

### Tierwelt
Die einheimische Tierwelt in den Wäldern des Munizips Clevelândia wurde nie richtig untersucht. Der Einfluss des Menschen auf die reichhaltige Fauna ist nicht genau bekannt. Es ist jedoch bekannt, dass viele Arten vollständig ausgestorben sind und andere neu eingeführt wurden. Die Hauptursache für das Aussterben vieler Arten war sicherlich die intensive Abholzung, die während der Zeit der Abholzung und Besiedlung bis heute zu beobachten ist. Zusätzlich angetrieben wurde die Entwicklung durch die Anlage landwirtschaftlicher Monokulturen in Verbindung mit dem wahllosen Einsatz von Pestiziden und der vor allem in der frühen Besiedlungsphase praktizierten Raubjagd. Die meisten der heute vorkommenden Arten werden nur in den noch bestehenden Waldreservaten beobachtet.

### Klima
Das Klima ist gemäßigt warm. Es werden hohe Niederschlagsmengen verzeichnet (2083 mm pro Jahr). Im Jahresdurchschnitt liegt die Temperatur bei 17,7 °C. Die Klimaklassifikation nach Köppen und Geiger lautet Cfb.

### Gewässer

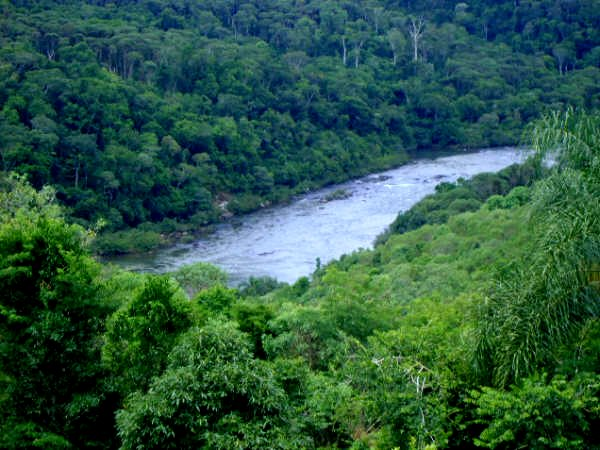
Rio Chopim an der nördlichen Grenze des Munizips

Clevelândia liegt im Einzugsgebiet des Iguaçu. Dessen linker Nebenfluss Rio Chopim bildet die nördliche, der Rio Pinheiro die westliche Grenze des Munizips. Weitere bedeutendere Gewässer sind der Capivaras, Joaquina, Banho, Brinco, São Francisco, Rondinha, Lontras, Pato Branco, Rio Passo do Leão.
Im Munizip liegen mehrere Wasserfälle. Der Chopim hat drei Fälle, deren wichtigster der Salto Claudelino ist, an dem ein Wasserkraftwerk Strom für die Ölmühle OLVEPAR liefert.  In der Nähe der PRC-280 hat der São Francisco einen Wasserfall.
Die Serra da Fartura bildet die Wasserscheide zwischen Iguaçu und Rio Uruguay, auf der auch die südliche Grenze des Munizips zum Staat Santa Catarina verläuft.

### Straßen

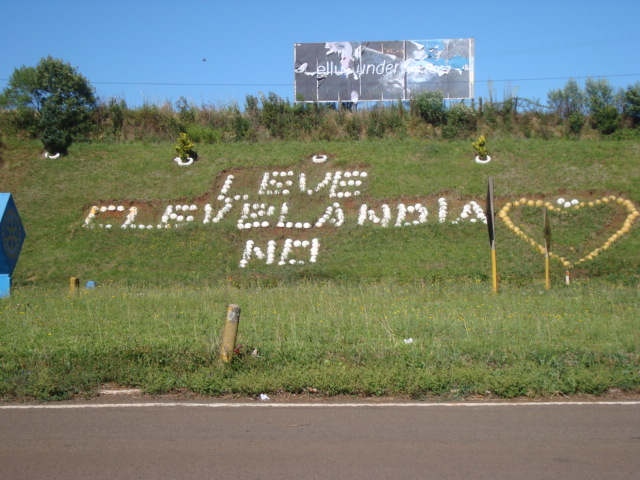
Einmündung der PR-459 aus der Stadtmitte in die PRC-280: "Leve Clevelândia no ..." (Trage Clevelândia in deinem Herzen)

Clevelândia ist über die PRC-280 mit Pato Branco im Westen und Palmas im Osten verbunden. Nach Norden führt die PR-459 in Richtung Guarapuava.

### Nachbarmunizipien
| Pato Branco       | Honório Serpa und Mangueirinha              | Coronel Domingos Soares |
| Mariópolis        | Kompassrose, die auf Nachbargemeinden zeigt | Palmas                  |
| São Domingos (SC) | Abelardo Luz (SC)                           |                         |

## Stadtverwaltung
Bürgermeisterin: Rafaela Martins Losi, PSD (2021–2024)
Vizebürgermeister: José Luiz Fernandes da Silva, PDT (2021–2024)

## Demografie

### Bevölkerungsentwicklung
| Jahr | Einwohner | Stadt | Land |
| ---- | --------- | ----- | ---- |
| 1900 | 3.231     |       |      |
| 1920 | 4.820     |       |      |
| 1940 | 17.240    | 11 %  | 89 % |
| 1950 | 53.977    | 8 %   | 92 % |
| 1960 | 23.634    | 26 %  | 74 % |
| 1970 | 13.636    | 60 %  | 40 % |
| 1980 | 16.799    | 71 %  | 29 % |
| 1991 | 18.057    | 74 %  | 26 % |
| 2000 | 18.338    | 81 %  | 19 % |
| 2010 | 17.240    | 86 %  | 14 % |
| 2022 | 15.070    |       |      |

Quelle: IBGE (2011) und Volkszählung 2022

### Ethnische Zusammensetzung
| Gruppe * | 1991    | 2000    | 2010    | wer sich als …                                                                   |
| --- | ------- | ------- | ------- | -------------------------------------------------------------------------------- |
| Weiße | 72,4 %  | 80,3 %  | 62,6 %  | weiß bezeichnet                                                                  |
| Schwarze | 1,3 %   | 5,5 %   | 1,7 %   | schwarz bezeichnet                                                               |
| Gelbe | 0,0 %   | 0,5 %   | 0,3 %   | von fernöstlicher Herkunft wie japanisch, chinesisch, koreanisch etc. bezeichnet |
| Braune | 25,6 %  | 12,8 %  | 34,4 %  | braun oder als Mischung aus mehreren Gruppen bezeichnet                          |
| Indigene | 0,6 %   | 0,5 %   | 1,1 %   | Ureinwohner oder Indio bezeichnet                                                |
| ohne Angabe | 0,1 %   | 0,4 %   | 0,0 %   |                                                                                  |
| Gesamt | 100,0 % | 100,0 % | 100,0 % |                                                                                  |
| *) Anmerkung: Das IBGE verwendet für Volkszählungen ausschließlich diese fünf Gruppen. Es verzichtet bewusst auf Erläuterungen. Die Zugehörigkeit wird vom Einwohner selbst festgelegt. |         |         |         |                                                                                  |

Quelle: IBGE (Stand: 1991, 2000 und 2010)

## Wirtschaft

### Verarbeitende Industrie
Clevelândia verfügt über eine Reihe von Industriebetrieben verschiedener Branchen. Dazu gehören Pflanzenöl-Herstellung, Karosseriebau, Strickereien, Jeans-Herstellung, Billardtisch-Schreinereien, Kaffee-Bearbeitung, Herstellung von Keramik und Schuhen, Holzverarbeitung, Möbelfabrik, Gießerei, Holzmaschinenbau, Metallrahmenbau, Xaxim-Produkte, Zement-Erzeugnisse, Begräbnisbedarf,  Mateverarbeitung, Kohlegruben, Mühlen und Bauwesen.

### Landwirtschaft
Die wichtigsten Pflanzenprodukte sind Soja, Mais, Weizen, weißer und schwarzer Hafer, Mateblätter, Obst, Ölpflanzen, Reis, Tomaten, Tabak, Süßgras, Zwiebeln, Besen, Zuckerrohr, Knoblauch und Sonnenblumen.
Die Viehwirtschaft des Munizips züchtet Milchvieh, Schweine, Schafe, Ziegen, Pferde, Geflügel, Fische, und Büffel. Das Munizip ist in Paraná Pionier bei der Zucht von Charolais-Rindern.

### Kennzahlen
Mit einem Bruttoinlandsprodukt pro Einwohner von 31.042,35 R$ bzw. rund 6.900 € lag Clevelândia 2019 auf dem 166. Platz der 399 Munizipien Paranás.
Sein mittelhoher Index der menschlichen Entwicklung von 0,694 (2010) setzte es auf den 260. Platz der paranaischen Munizipien.